# David Higgins (aviron)
Pour les articles homonymes, voir David Higgins et Higgins.
David Dillon Higgins (né le 14 février 1947 à Worcester dans le Massachusetts) est un rameur américain.
Il complète la compétition à 8 avec ses coéquipiers Arthur Evans (en), Curtis Canning (en), Andy Larkin (en), Scott Steketee, Franklin Hobbs, Steve Brooks (en), Cleve Livingston et Paul Hoffman comme barreur durant les Jeux olympiques d'été de 1968 de Mexico.

## Biographie
Higgins étudie à l'Université Harvard et à la faculté de droit de l'université de Boston.